# Abdurezak Hifzi Bjelevac
Abdurezzak (event. Abdurezak) Hifzi (event. Hivzi) Bjelevac (8. června 1886 Mostar, Bosna a Hercegovina – 25. února 1972 Záhřeb, SFRJ) byl bosenskohercegovský spisovatel, publicista a překladatel bosňáckého původu.

## Život
V rodném městě dokončil obchodní akademii, poté se zapsal na lyceum v Istanbulu (Galatasaray Lisesi, 1902–1906), finančně ekonomický kurs dokončil ve Štýrském Hradci. Po návratu do vlasti působil jako daňový úředník na řadě míst v Bosně a Hercegovině (Travnik, Mostar, Sarajevo), po skončení první světové války se vydal na dráhu novináře. V Sarajevu krátce vedl neúspěšný list Novi vijek (Nový věk, Sarajevo 1920), nato byl dopisovatelem periodika Večernja pošta (Večerní pošta, Sarajevo 1921-). Posléze vedl Islámskou akciovou tiskárnu (Islamska dionička štamparija) v Sarajevu. Roku 1924 krátce vedl časopis Gajret (Úsilí) stejnojmenného spolku. Na začátku 30. let se přestěhoval do Bělehradu, kde začal pracovat pro Ústřední tiskovou kancelář Rady ministrů Království Jugoslávie (Centralni presbiro Predsedništva Ministarskog saveta Kraljevine Jugoslavije) a nato získal post tiskového atašé v Istanbulu a Ankaře. Od roku 1941, kdy byl penzionován, žil v Záhřebu. V meziválečné době patřil k nejčtenějším bosňáckým autorům v Bosně a Hercegovině. Zároveň překládal z arabštiny a francouzštiny.
Za existence fašistického Nezávislého státu Chorvatsko vydával propagandistické a ustašovci financované periodikum v turečtině Doğu ve Batı (Istok i Zapad, Záhřeb 1942–1944), určené balkánským vysídlencům v Turecku. V chorvatské metropoli ostatně již roku 1942 založil Chorvatské muslimské nakladatelství (Hrvatska muslimanska naklada), které vydávalo popularizační tiskoviny o islámu a muslimech.

## Dílo
- Sličice i profili (Obrázky a profily, Mostar 1911), krátké prózy
- Pod drugim suncem (Pod cizím sluncem, Mostar 1914, nejprve v čsp. Biser, Mostar 1912–1914, Zagreb 1996, Sarajevo 1998, 1999), román
- Minka (Sarajevo 1917, 1921, 1991, 1996, 1999, 2000, 2010, Zagreb 1927), román, česky: Minka (Brno 1927)
- Rene Logotetides (Sarajevo 1920), román, česky: René Logotetides (Praha 1925)
- Na kraju (Na konci, Sarajevo 1921), povídka
- Aprilske kiše (Dubnové deště, 1921), povídka
- Ana Zolotti (Zagreb 1927), román
- Melika (Zagreb 1927), román
- Zidanje srećnog doma (Budování šťastného domova, Beograd 1934), román
- Muhamed (Zagreb 1942, 1970, 1995), historické pojednání
- Istanbul (Zagreb 1944), historické pojednání
- Carica Azher (Císařovna Azher, Zagreb 1944), píseň na motivy perské předlohy
- Izabrana djela I–III (Vybrané spisy, Sarajevo 1979)